# محمية بحيرة لاس توريس الوطنية
محمية لاغو لاس توريس الوطنية هي محمية طبيعية وطنية في منطقة آيسن ديل جنرال كارلوس إيبانيز ديل كامبو بجنوب تشيلي. المحمية يمر بها طريق كارريتيرا أوسترال بشكل طفيف، وهو يحد الضفة الشرقية لبحيرة لاس توريس. سُمّيت المحمية على اسم تلك البحيرة، لكنها لا تقع ضمن حدود المحمية. يقع على بعد 125 كم شمال كويهايكي ويحدها الأرجنتين من الشرق. يشكل نهر سيسنيس حدودها الشمالية تقريبًا.
تم إنشاء هذه المنطقة المحمية في عام 1969 كمنتزه وطني. تم تغيير هذا التعيين في عام 1982 إلى محمية وطنية.